# ФЭД-2
ФЭД-2 — малоформатный дальномерный фотоаппарат со сменными объективами, серийно выпускавшийся в Харькове с 1955 по 1970 год. Первая самостоятельная разработка Харьковского производственного машиностроительного объединения «ФЭД», пришедшая на смену фотоаппарату ФЭД — советской копии Leica II. Всего выпущено 1 632 600 штук фотоаппаратов «ФЭД-2» и 141 288 штук упрощённых аппаратов «Заря» без дальномера.

## Особенности конструкции
Главным отличием модели «ФЭД-2» от своего предшественника «ФЭД» стало совмещение видоискателя и дальномера, что позволило проводить фокусировку и кадрирование через один окуляр вместо двух разных. Кроме того, до 67 мм возросла номинальная база дальномера, а задняя стенка алюминиевого литого корпуса стала съёмной, значительно облегчив зарядку. Однако, несмотря на широкую номинальную базу дальномера, из-за его совмещения с видоискателем, обладающим увеличением 0,75×, эффективная база всё же уступала основным конкурентам «Киев» (Contax) и Leica III (50,25 мм против 58,5 мм). Окуляр визира впервые для «ФЭДов» начал оснащаться диоптрийной коррекцией при помощи рычажка под головкой обратной перемотки.
Фокальный затвор с матерчатыми шторками не претерпел никаких изменений, отрабатывая в разных модификациях выдержки от 1/25 до 1/500 или от 1/30 до 1/500 секунды. В фотоаппарате применялись как стандартные кассеты, так и двухцилиндровые системы Leica, которые при закрывании замка задней крышки корпуса открывались и образовывали широкую щель, что существенно уменьшало риск повреждения поверхности плёнки при её продвижении.
Штатный объектив — «Индустар-10» 3,5/50, «Индустар-26М» 2,8/50, «Индустар-61» 2,8/52 (в зависимости от года выпуска и производства объективов на объединении «ФЭД»). Конструкция фотоаппарата была удачна для своего времени, и его точная копия выпускалась в Китае под названием 南京 (Nánjīng).

## Выпуски «ФЭД-2»

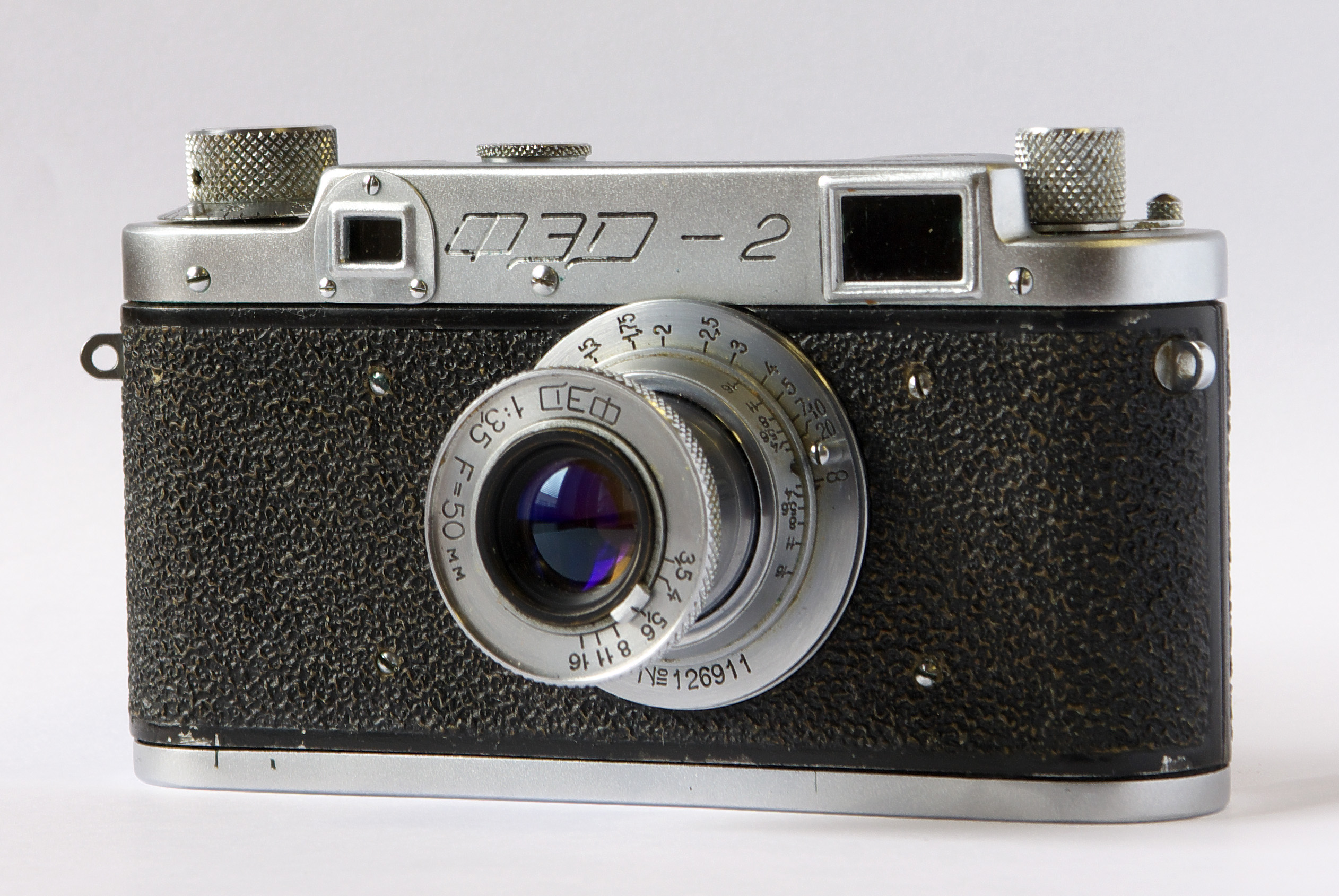
Предсерийный экземпляр «ФЭД-2» с квадратным окном дальномера и накладкой

За всё время выпуска фотоаппарата «ФЭД-2» сделано множество его модификаций, отличающихся друг от друга. Наиболее редкой считается предсерийная версия с квадратным окном дальномера на верхнем щитке. В отличие от опытных образцов, построенных в 1950 году, в предсерийных камерах квадратное окно дальномера снабжено накладкой с тремя винтами. В таком виде с 1952 до 1954 года выпущено 5000 фотоаппаратов, которые обладают большой коллекционной ценностью. Несмотря на количество версий серийного «ФЭД-2», все их принято делить на четыре основных выпуска.

### Первый выпуск

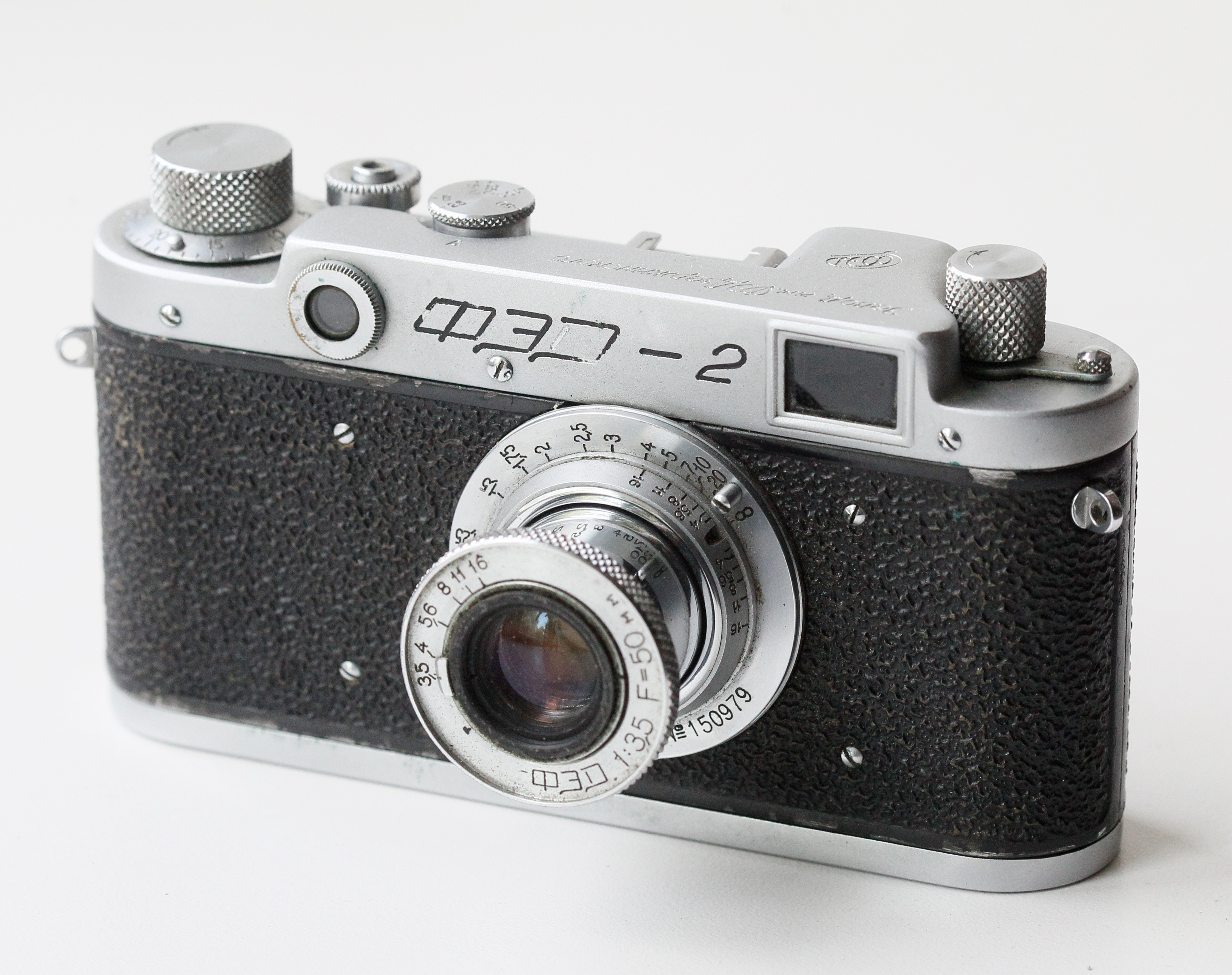
«ФЭД-2» первого крупносерийного выпуска

Первый крупносерийный выпуск производился с 1955 до 1956 года и насчитывает примерно 200 000 экземпляров. Окно дальномера имеет круглую форму, ставшую стандартной для серийного фотоаппарата. От всех последующих камер первый выпуск отличает отсутствие синхроконтакта и автоспуска, а также надпись «Завод им. Ф. Э. Дзержинского» на верхней грани щитка. Затвор с рядом выдержек 1/25, 1/50, 1/100, 1/200 и 1/500 секунды и «B», как у поздних выпусков предыдущей модели «ФЭД». Штатный объектив — «ФЭД» 3,5/50 («Индустар-10») в складной оправе. В 1956 году вместо рычажка появилась муфта вокруг спусковой кнопки для отключения транспортного барабана при обратной перемотке.

### Второй выпуск

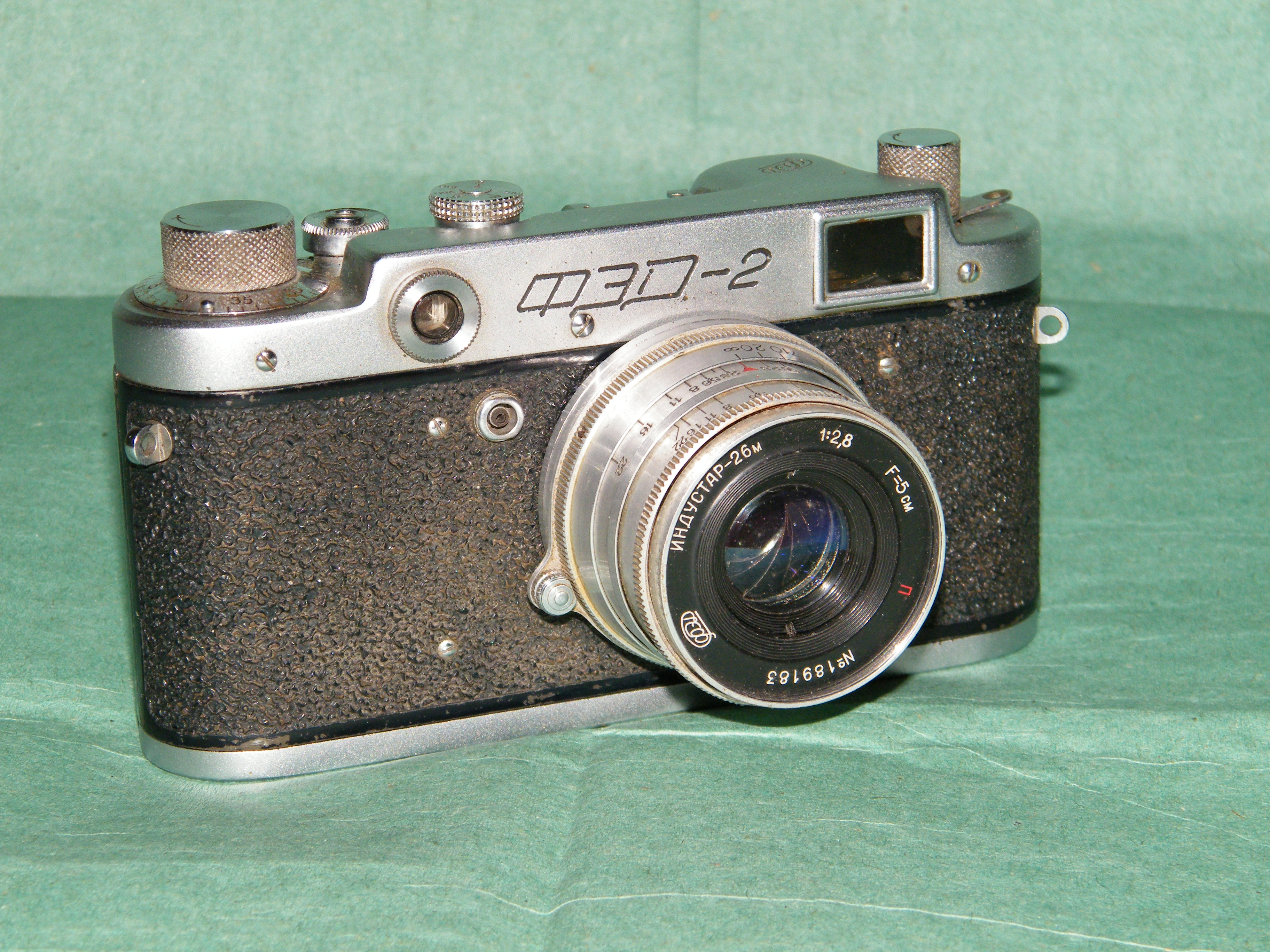
«ФЭД-2» с синхроконтактом, второй выпуск

Ко второму выпуску относятся фотоаппараты, произведённые с 1956 до 1958 года. Главное усовершенствование коснулось затвора: теперь переключать выдержку стало можно как при взведённом, так и при спущенном затворе. Изменение конструкции стало заметно по головке выдержек, которая перестала быть сплошной, а её центральная ось видна сверху. Модификация также отличается синхроконтактом, появившимся на передней стенке корпуса под окном дальномера. В 1957 году объектив «Индустар-10» заменили более современным «Индустар-26М» 2,8/52 в жёсткой оправе. Чуть позже гнездо синхроконтакта перенесли с корпуса на верхний щиток.

### Третий выпуск

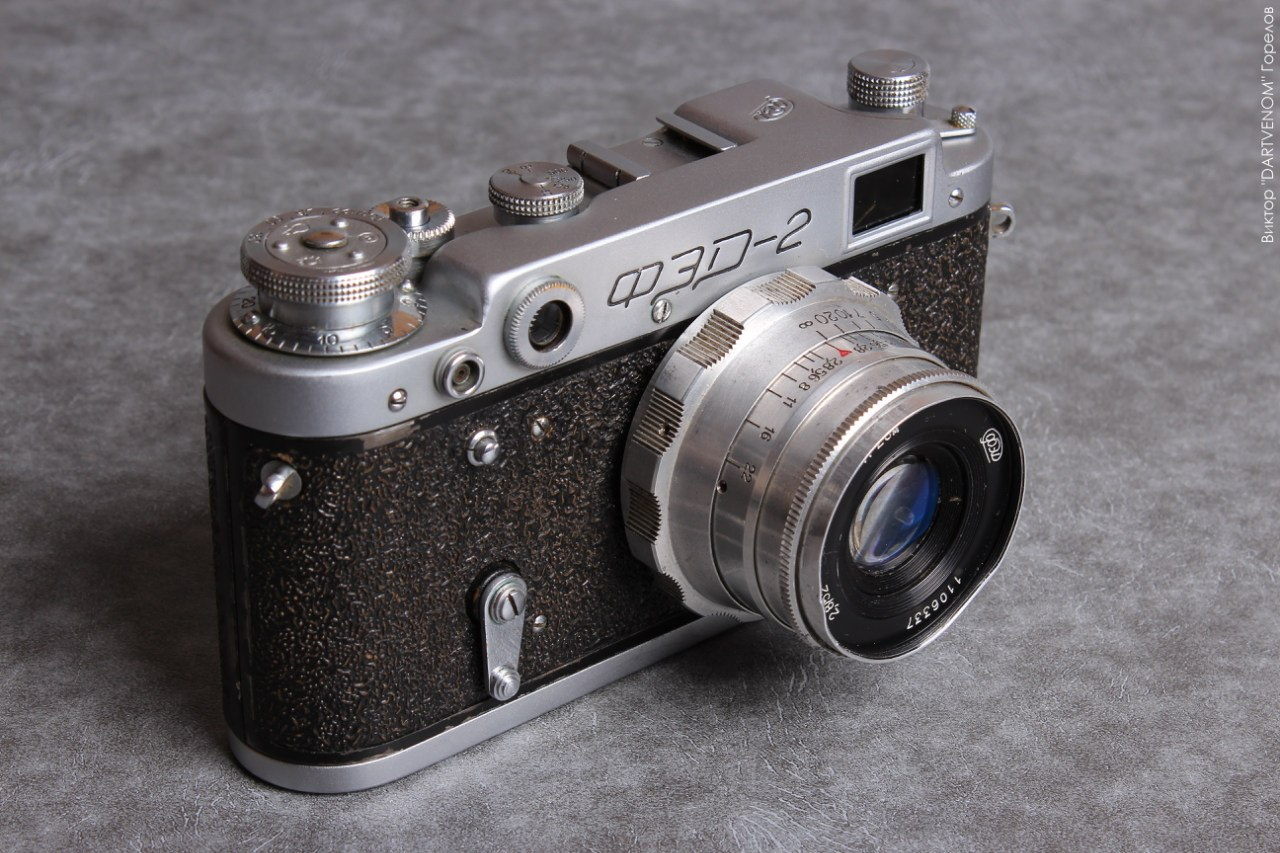
«ФЭД-2» с синхроконтактом и автоспуском, третий выпуск

Третий, самый массовый выпуск производился с 1958 до 1969 года и отличается от предыдущих механизмом автоспуска и усовершенствованной головкой взвода ступенчатого профиля, получившей дополнительную шкалу с памяткой светочувствительности и типа заряженной плёнки. В 1959 году в соответствии с новым ГОСТом изменён ряд выдержек затвора — 1/30, 1/60, 1/125, 1/250, 1/500 секунды. Штатный объектив — «Индустар-26М» вместо поводка стал оснащаться увеличенным кольцом фокусировки с глубокой накаткой. В 1962 году появился механизм блокировки спуска при неполном взводе затвора. С 1966 года часть фотоаппаратов начали комплектовать объективом «Индустар-61 Л/Д» 2,8/52 с использованием стёкол из сверхтяжёлого крона с редкоземельным лантаном. Камеры с модным в те годы лантановым объективом получили название «ФЭД-2Л».

### Четвёртый выпуск

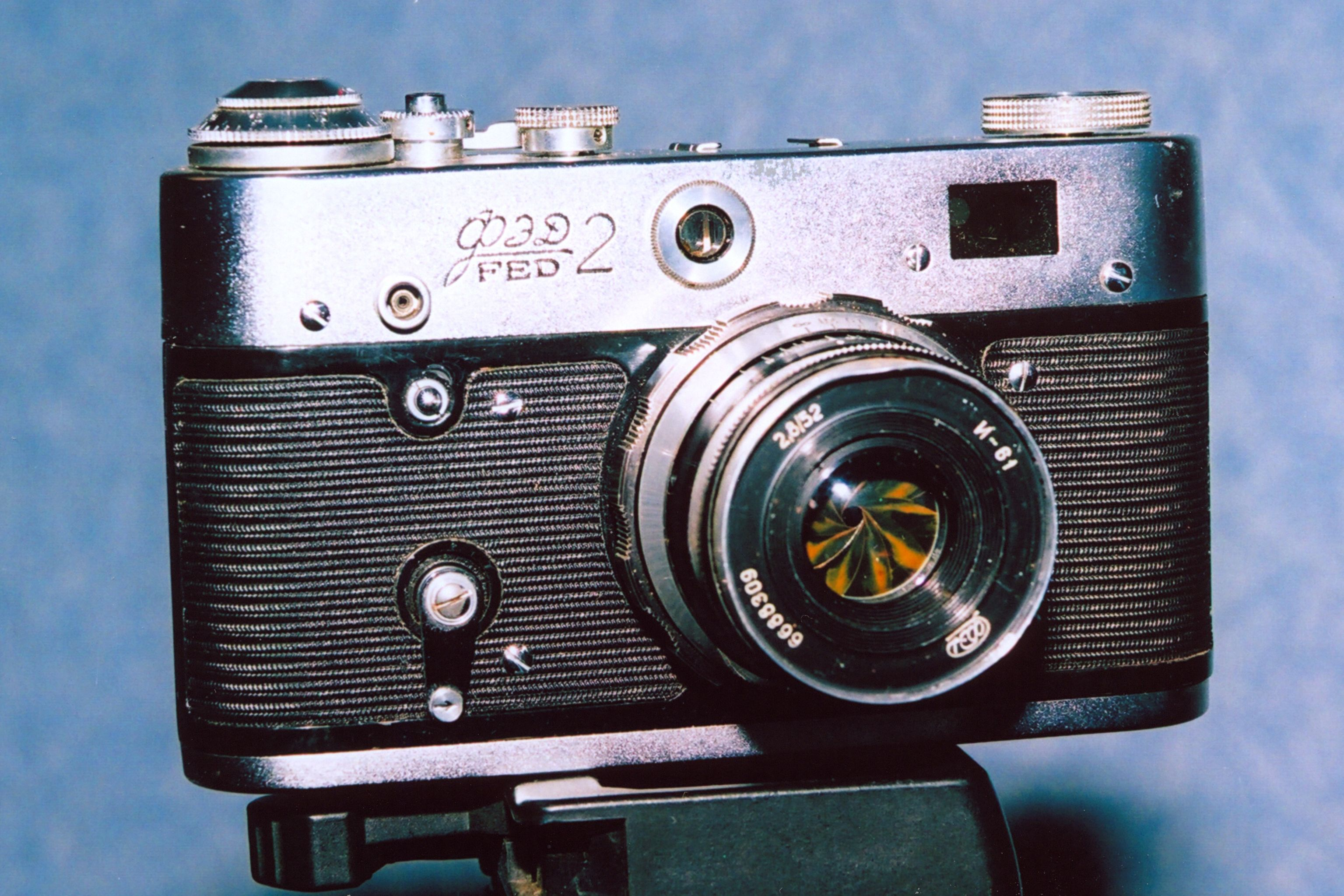
«ФЭД-2» четвёртого выпуска с курковым взводом затвора

Четвёртый выпуск (с выдержками от 1/30 до 1/500 и «В») выпускался с 1969 по 1970 год в корпусе позднего варианта фотоаппарата «ФЭД-3» с курковым взводом.
Номинальная база дальномера уменьшена до 43 мм. Это объясняется использованием корпуса более современной модели «ФЭД-3» с механизмом замедления выдержек, занявшим место дальномера. Модель «ФЭД-2Л» без замедлителя была удешевлённой версией «ФЭД-3», унифицированной со старшей моделью. Штатный объектив «Индустар-61 Л/Д» с лантановыми стёклами.

## Шкальный фотоаппарат «Заря»
На базе фотоаппарата «ФЭД-2» третьего выпуска в 1959-1961 годах производился шкальный фотоаппарат «Заря» без дальномера и автоспуска. Штатный объектив — «Индустар-26М» 2,8/50.

## Разное
- На советских объективах указывалось различное значение фокусного расстояния, например на «Индустаре-26М» встречалось написание как 5 см (50 мм) так и 52 мм, а на «Индустаре-61» — 52, 53 и 55 мм. Причина заключается в округлении точного значения, полученного в результате расчёта оптической конструкции. Например, точное фокусное расстояние объектива «Индустар-61» составляет 52,42 мм.
- В фильме «Общество снега» фотоаппарат ФЭД-2 виден на девятой минуте в сцене в аэропорту Монтевидео[источник не указан 555 дней].